# Pascual Enciso y Arriola
Pascual Enciso y Arriola, nacido como José del Carmen Enciso, (Mondoñedo, 16 de julio de 1805 – Orense, 9 de diciembre de 1873) fue un compositor y maestro de capilla español.

## Vida
Nació en Mondoñedo el 16 de julio de 1805, de padres de ascendencia soriana y vasco-navarra, y fue bautizado con el nombre de José del Carmen Enciso. A los 11 años fue admitido como infante del coro en la Catedral de Mondoñedo, donde estudió con el maestro José Pacheco. Las únicas noticias suyas que se tiene de esa época son de 1817, cuando el cabildo decidió asistir con una enfermedad debido a su buen comportamiento, aumentándosele el sueldo a tres reales, de los dos que ya tenía. Con 18 años, en 1823, solicitó el estudio de órgano lo que le fue concedido con el maestro Pacheco.
En 1825 del Carmen ingresó en el Monasterio de Santa María la Real de Osera, ya con el nombre «Pascual Enciso y Arriola». En el monasterio se dedicó a la función de organista, a ser maestro de novicios y desde 1832 a soprior, mientras las circunstancias políticas se lo permitieron. En 1836, con ocasión de la desamortización de Mendizábal, el monasterio fue exclaustrado y les fue prohibido a los mojes el reunirse de nuevo en corporaciones.
Se desconoce lo que Enciso hizo entre la expulsión del monasterio a 1853, cuando llegó al magisterio de la Catedral de Orense. El musicólogo Francisco Javier Garbayo Montabes especula con que el maestro regresase a Mondoñedo y mantuviese el contacto con el maestro Pacheco. La cuestión es que a su llegada a Orense, Enciso traía música compuesta por él durante la etapa anterior, como indican la existencia de 11 composiciones suyas en la metropolitana mindonense de esos años.
La Catedral de Orense se había quedado sin maestro de capilla tras la partida del maestro Manuel de Rábago a la Catedral de Tuy. Fueron los músicos Joaquín Pedrosa, Bernardino Torreira y Juan Casanovas los que se ocuparon de forma interina de las responsabilidades del magisterio, a lo largo de la turbulenta primera mitad del siglo XIX. Tras la firma del concordato de 1851, el cabildo volvía a tener dinero para ocupar el magisterio. Se convocaron las oposiciones en 1852, tanto al magisterio, como al beneficio de sochantre, organista y contralto. Se presentaron numerosos clérigos exclaustrados, aunque para el cargo de maestro de capilla Enciso fue el único candidato. Fue nombrado el 28 de mayo de 1852 y permanecería en el cargo hasta su fallecimiento.
Su estancia en la cátedra fue sosegado y sin incidentes. Se encargó de reconstruir la capilla de música, que se había visto arrasada por las crisis sociales de finales del siglo XVIII y principios del XIX. Finalmente contó por momentos con un pequeño coro y una orquesta formada por violines, viola, violonchelo, contrabajo, pareja de oboes, flautas o clarinetes, dos trompas y a veces fagotes y figle.

## Obra
Se conservan composiciones de Enciso en las catedrales de Mondoñedo, Tui y Orense, un total de 150 obras compuestas en latín, castellano y gallego. Destacan las misas Kirie y Gloria, Misa a 5 (1846), Credo, Sanctus y Agnus Dei (1855), Misa a 4 (1855), Misa para la Nochebuena (1855), Misa sobre el himno ‹Verbum supernum prodiens› (1855-1858), Misa pastorela (1857), Misa a 4 (1859), Kiries y Gloria para días solemnes.